# Ctenus dubius
Ctenus dubius är en spindelart som beskrevs av Charles Athanase Walckenaer 1805. Ctenus dubius ingår i släktet Ctenus, och familjen Ctenidae.
Artens utbredningsområde är Guyana. Inga underarter finns listade.